# Liste d'auteurs de littérature fantastique
Ne doit pas être confondu avec Liste d'auteurs de science-fiction.
Les écrivains qui figurent dans cette liste ont tous écrit au moins une œuvre significative dans la littérature fantastique ; cependant nombre d'entre eux ne s'y sont pas consacrés exclusivement.

## A
- Sylvie Albou-Tabart (Destin… et tout a basculer !)
- Leonid Andreiev (Le Rire rouge, Lazare)
- Achim von Arnim (Isabelle d'Égypte, Les Héritiers du Majorat)
- Guillaume Apollinaire (Le Poète assassiné)
- Miguel Ángel Asturias (Légendes du Guatemala)

## B
- Honoré de Balzac (La Peau de chagrin, L'Élixir de longue vie, Séraphîta)
- Jules Barbey d'Aurevilly (Les Diaboliques)
- Clive Barker (Hellraiser, Livre de sang, Imajica)
- Jean-Baptiste Baronian (Panorama de la littérature fantastique de langue française)
- Myrtille Bastard
- Marcel Béalu (L'Araignée d'eau)
- William Thomas Beckford (Vathek)
- Michel Bernanos (La Montagne morte de la vie)
- Ambrose Bierce
- Robert Bloch
- Léon Bloy (Histoires désobligeantes)
- Pétrus Borel (Champavert : contes immoraux, Madame Putiphar)
- Jorge Luis Borges (L'Aleph)
- Mikhaïl Boulgakov (Le Maître et Marguerite, Diablerie)
- Ray Bradbury (Le Pays d'octobre)
- Marcel Brion (Le Carnaval d'Orvieto, L'Art fantastique)
- Jan Bucquoy (Le Bal du rat mort)
- Tim Burton  (La Triste Fin de l'enfant huître et autres histoires)
- Dino Buzzati (Le K)

## C
- Roger Caillois (Anthologie du fantastique)
- Italo Calvino (Les Villes invisibles)
- Rebecca Cantrell
- Adolfo Bioy Casares (L'invention de Morel, Nouvelles fantastiques, Nouvelles démesurées)
- Don Juan Manuel de Castille et de Leon (Le Comte Lucanor)
- Jacques Cazotte (Le Diable amoureux)
- Adelbert von Chamisso (Peter Schlemihl)
- Maxime Chattam (Autre-Monde)
- Eoin Colfer (Artemis Fowl)
- Vasile Constantinescu (Dincolo de geamanduri)
- Julio Cortázar (Les Armes secrètes)

## D
- Charlotte Dacre (Zofloya, ou le Maure)
- Amparo Dávila
- Charles Dickens (Le Chant de Noël)
- Fiodor Dostoïevski (Le Double)
- Charles Duits (Ptah Hotep, Nefer (roman))
- Alexandre Dumas (Le Meneur de loups, Les mille et un fantômes)

## E
- Georges Eekhoud (Cycle patibulaire)
- Mircea Eliade
- Mihai Eminescu (Sărmanul Dionis)
- Erckmann-Chatrian
- Hanns Heinz Ewers (L'Araignée, Mandragore, L'Apprenti-sorcier)

## F
- Claude Farrère (L'Autre Côté, La Maison des hommes vivants)

## G
- Gabriel García Márquez (Cent ans de solitude)
- Théophile Gautier (Arria Marcella, La Morte amoureuse)
- Marie Gevers
- Michel de Ghelderode (Sortilèges)
- Johann Wolfgang von Goethe (Faust)
- Nicolas Gogol (Nouvelles de Pétersbourg, Vij, L'Effroyable Vengeance)
- Patrick Grainville (L'Ombre de la bête, Les Forteresses noires)

## H
- Nathaniel Hawthorne
- Franz Hellens (Nocturnal, Réalités fantastiques)
- Felisberto Hernández (Les Hortenses)
- William Hope Hodgson (La Chose dans les algues, Carnacki et les fantômes, La Maison au bord du monde)
- Ernst Theodor Amadeus Hoffmann (Fantaisies à la manière de Callot, Contes nocturnes, Les Élixirs du Diable)
- Victor Hugo

## I
- Washington Irving (Contes de l'Alhambra)

## J
- Henry James (Le Tour d'écrou)
- Hervé Jubert (L'opéra du diable, Le palais des mirages)

## K
- Franz Kafka (La Métamorphose)
- Stephen King (Carrie)
- Rudyard Kipling
- Dean Koontz (La Maison interdite)
- Alfred Kubin (L'Autre Côté)

## L
- Selma Lagerlöf (Le Charretier de la mort)
- Cassandre Lambert
- Tommaso Landolfi
- Friedrich de La Motte-Fouqué
- Sheridan Le Fanu (Carmilla)
- Ursula K. Le Guin (La Chronique des Rivages de l’Ouest)
- Philippe Lemaire, (Radu Dracula)
- Alexander Lernet-Holenia (Le Baron Bagge)
- Nikolaï Leskov (L'Aigle blanc)
- Matthew Gregory Lewis (Le Moine)
- Jean Lorrain (Histoires de masques)
- Leopoldo Lugones (Des forces étranges)

## M
- Joaquim Maria Machado de Assis (Mémoires posthumes de Brás Cubas)
- Arthur Machen (Le Grand Dieu Pan)
- André Pieyre de Mandiargues (Le Musée noir, Soleil des loups)
- Charles Robert Maturin (Melmoth)
- Guy de Maupassant (Le Horla)
- Prosper Mérimée (La Vénus d'Ille, Lokis)
- Gustav Meyrink (Le Golem, La Nuit de Walpurgis, L'Ange à la fenêtre d'occident)
- Stephenie Meyer (Twilight)
- Jean-Louis M. Monod (L'Appel)
- Augusto Monterroso (Œuvres complètes et autres contes)

## N
- Gérard de Nerval (Aurélia, La Pandora, Le Diable vert, La Main de gloire)
- Charles Nodier (La Fée aux miettes, Trilby, Smarra)

## O
- Silvina Ocampo
- Thomas Owen (La Cave aux crapauds, Cérémonial nocturne)

## P
- Léo Perutz (Le Marquis de Bolibar)
- Edgar Allan Poe (Histoires extraordinaires, Nouvelles histoires extraordinaires, Histoires grotesques et sérieuses)
- Pierre Ponson du Terrail (Rocambole, La Baronne trépassée)
- Jan Potocki (Manuscrit trouvé à Saragosse)
- Alexandre Pouchkine (La Dame de pique)
- Gérard Prévot (Le Démon de février, La Nuit du nord)
- Giovanni Papini (Gog, Visages découverts, suivi de : Le sac de l'ogre, Concerto fantastique : toutes les nouvelles)

## Q
- Horacio Quiroga (Contes d'amour, de folie et de mort, Anaconda, Contes de la forêt vierge)

## R
- Ann Radcliffe (Les Mystères d'Udolphe)
- Jean Ray (Malpertuis, Le Grand Nocturne, Le Carrousel des maléfices)
- Henri de Régnier, (Histoires incertaines)
- Maurice Renard (Le Docteur Lerne, sous-dieu)
- Anne Richter (Le Fantastique féminin, un art sauvage, essai)
- Georges Rodenbach (Bruges-la-Morte)
- Juan Rulfo (Pedro Páramo)

## S
- Jean Sadyn (La Nuit des mutants)
- Saki
- Lucien de Samosate (Histoires vraies)
- Marcel Schwob (Le Roi au masque d'or, Cœur double)
- Claude Seignolle (La Malvenue, Les Chevaux de la nuit)
- L. J. Smith (Journal d'un Vampire)
- Clark Ashton Smith
- Robert Louis Stevenson (Markheim, Olalla, Le Voleur de cadavres)
- Bram Stoker (Dracula)
- Karl Hans Strobl

## T
- Francisco Tario (Tapioca Inn)
- Iginio Ugo Tarchetti (Les Funestes)
- Ludwig Tieck
- Tzvetan Todorov (Introduction à la littérature fantastique)
- J. R. R. Tolkien (Le Hobbit, Le seigneur des anneaux)
- Alexis Konstantinovitch Tolstoï (La Famille du Vourdalak)
- Ivan Tourgueniev (Clara Militch, Apparitions)

## U
- Urmuz

## V
- Jules Verne
- Auguste de Villiers de L'Isle-Adam (Véra)

## W
- Horace Walpole (Le Château d'Otrante)
- Samuel Warren (écrivain) (Les enquêtes du Dr***)
- Monique Watteau (La Colère végétale)
- H. G. Wells (L'Île du docteur Moreau)
- Oscar Wilde (Le Portrait de Dorian Gray)